# Ding Junhui
Ding Junhui (en chino: 丁俊晖; Yixing, Jiangsu, 1 de abril de 1987) es un jugador profesional de snooker chino, ganador de quince títulos de ranking.
Se convirtió en jugador profesional en 2003, cuando tan solo tenía 16 años; en 2016 llegó por primera vez a la final del Campeonato Mundial, en la que cayó derrotado ante Mark Selby. Apodado «el Dragón», ha conseguido cinco veces el 147. Llegó a ocupar el puesto número uno del ranking entre diciembre de 2014 y febrero de 2015.